# Grand Prix Itálie 1963
Grand Prix Itálie 1963 (oficiálně XXXIV Gran Premio d'Italia) se jela na okruhu Autodromo Nazionale Monza v Monze v Itálii dne 8. září 1963. Závod byl sedmým v pořadí v sezóně 1963 šampionátu Formule 1.

## Závod
| Poř.   | No. | Jezdec                  | Konstruktér       | Počet kol | Čas/Odstoupení    | Pořadí na startu | Body |
| ------ | --- | ----------------------- | ----------------- | --------- | ----------------- | ---------------- | ---- |
| 1      | 8   | Jim Clark               | Lotus-Climax      | 86        | 2:24:19.6         | 3                | 9    |
| 2      | 10  | Richie Ginther          | BRM               | 86        | + 1:35.0          | 4                | 6    |
| 3      | 18  | Bruce McLaren           | Cooper-Climax     | 85        | + 1 kolo          | 8                | 4    |
| 4      | 32  | Innes Ireland           | BRP-BRM           | 84        | Motor             | 10               | 3    |
| 5      | 22  | Jack Brabham            | Brabham-Climax    | 84        | + 2 kola          | 7                | 2    |
| 6      | 20  | Tony Maggs              | Cooper-Climax     | 84        | + 2 kola          | 13               | 1    |
| 7      | 58  | Jo Bonnier              | Cooper-Climax     | 84        | + 2 kola          | 11               |      |
| 8      | 30  | Jim Hall                | Lotus-BRM         | 84        | + 2 kola          | 16               |      |
| 9      | 66  | Maurice Trintignant     | BRM               | 83        | + 3 kola          | 19               |      |
| 10     | 40  | Mike Hailwood           | Lola-Climax       | 82        | + 4 kola          | 17               |      |
| 11     | 16  | Phil Hill               | ATS               | 79        | + 7 kol           | 14               |      |
| 12     | 48  | Bob Anderson            | Lola-Climax       | 79        | + 7 kol           | 18               |      |
| 13     | 6   | Mike Spence             | Lotus-Climax      | 73        | Tlak oleje        | 9                |      |
| 14     | 24  | Dan Gurney              | Brabham-Climax    | 64        | Palivový systém   | 5                |      |
| 15     | 14  | Giancarlo Baghetti      | ATS               | 63        | + 23 kol          | 20               |      |
| 16     | 12  | Graham Hill             | BRM               | 59        | Spojka            | 2                |      |
| Ret    | 54  | Jo Siffert              | Lotus-BRM         | 40        | Tlak oleje        | 15               |      |
| Ret    | 2   | Lorenzo Bandini         | Ferrari           | 37        | Převodovka        | 6                |      |
| Ret    | 42  | Masten Gregory          | Lotus-BRM         | 26        | Motor             | 12               |      |
| Ret    | 4   | John Surtees            | Ferrari           | 16        | Motor             | 1                |      |
| DNS    | 38  | Chris Amon              | Lola-Climax       |           | Nehoda v tréninku |                  |      |
| DNQ    | 64  | Mario de Araujo Cabral  | Cooper-Climax     |           |                   |                  |      |
| DNQ    | 50  | Ian Raby                | Gilby-BRM         |           |                   |                  |      |
| DNQ    | 34  | Tony Settember          | Scirocco-BRM      |           |                   |                  |      |
| DNQ    | 28  | Carel Godin de Beaufort | Porsche           |           |                   |                  |      |
| DNQ    | 62  | Ernesto Brambilla       | Cooper-Maserati   |           |                   |                  |      |
| DNQ    | 46  | André Pilette           | Lotus-Climax      |           |                   |                  |      |
| DNQ    | 44  | Roberto Lippi           | De Tomaso-Ferrari |           |                   |                  |      |
| WD     | 26  | Gerhard Mitter          | Porsche           |           |                   |                  |      |
| WD     | 36  | Ian Burgess             | Scirocco-BRM      |           |                   |                  |      |
| WD     | 52  | Günther Seiffert        | Lotus-BRM         |           |                   |                  |      |
| WD     | 56  | Carlo Abate             | Porsche           |           |                   |                  |      |
| WD     | 60  | Gaetano Starrabba       | Lotus-Maserati    |           |                   |                  |      |
| Zdroj: |     |                         |                   |           |                   |                  |      |

## Průběžné pořadí po závodě
Pohár jezdců
|        | Pořadí | Jezdec         | Body |
| ------ | ------ | -------------- | ---- |
|        | 1      | Jim Clark      | 51   |
| 1      | 2      | Richie Ginther | 24   |
| 1      | 3      | John Surtees   | 22   |
| 2      | 4      | Bruce McLaren  | 14   |
| 1      | 5      | Graham Hill    | 13   |
| Zdroj: |        |                |      |

Pohár konstruktérů
|        | Pořadí | Konstruktér    | Body    |
| ------ | ------ | -------------- | ------- |
|        | 1      | Lotus-Climax   | 51 (52) |
| 1      | 2      | BRM            | 28      |
| 1      | 3      | Ferrari        | 22      |
|        | 4      | Cooper-Climax  | 21      |
|        | 5      | Brabham-Climax | 15      |
| Zdroj: |        |                |         |